# Майк Букі
Майкл (Майк) Букі (англ. Michael "Mike" Bookie, 12 вересня 1904, Піттсбург, США — 12 жовтня 1944, Еглін, США) — американський футболіст, що грав на позиції нападника, зокрема, за клуби «Бостон» та «Клівленд Славія», а також національну збірну США.

## Клубна кар'єра
У футболі дебютував виступами за команду «Жаннет». 
Своєю грою за цю команду привернув увагу представників тренерського штабу клубу «Бостон», до складу якого приєднався 1924 року. Відіграв за команду з Бостона наступний сезон своєї ігрової кар'єри.
1925 року уклав контракт з клубом «Вестабург», у складі якого провів наступний рік своєї кар'єри гравця. 
З 1925 року два сезона захищав кольори команди «Нью-Бедфорд Вейлерс». 
З 1927 року один сезон захищав кольори «Американ Хунгаріан». 
З 1929 року два сезони захищав кольори клубу «Клівленд Славія». 
Згодом перейшов до клубу «Каррі Сілвер Топс» де і завершив професійну кар'єру футболіста.

## Виступи за збірну
Був присутній в заявці збірної на чемпіонаті світу 1930 року в Уругваї, але на поле не виходив.
Вже після ЧС-1930 дебютував в офіційних матчах у складі національної збірної США. Цей матч так і залишився єдиним у його кар'єрі.
Був зарахований до армії в 1944 році і помер 12 жовтня 1944 року на 41-му році життя після того, як випадково був вбитий автоматами під час тренувального моделювання.
Був введений в Національний футбольний зал слави в 1986 році.
| Дата           | Місто          | Господарі | Результат | Гості | Турнір           | Голи | Примітки |
| -------------- | -------------- | --------- | --------- | ----- | ---------------- | ---- | -------- |
| 17 серпня 1930 | Ріо-де-Жанейро | Бразилія  | 4 – 3     | США   | товариський матч | -    |          |
| Усього         |                | Матчів    | 1         |       | Голів            | 0    |          |

## Титули і досягнення
- Бронзовий призер чемпіонату світу: 1930